# 戸部松実
戸部 松実（とべ まつみ、女性、1936年2月14日 - ）は、日本のフランス文学者。元青山学院大学フランス文学科教授。

## 人物・来歴
東京生まれ。関根秀雄の娘。旧姓・関根。
現在、関根秀雄の著作権を継承
1958年東京大学教養学部フランス科卒。60年同大学院仏文科修士課程修了。1964年青山学院大学文学部講師、69年助教授、82年教授。のち退職。ルソーが専門。

## 著書
- 『仏作文のキー・ポイント』三修社　1975
- ジャン=ジャック・ルソー『不平等論 その起源と根拠』国書刊行会 2001
- 『『エミール』談論』国書刊行会 2007

### 翻訳
- ルソー『エミール』『世界の名著 第30』中央公論社 1966
- ブリア＝サヴァラン『美味礼讃』関根秀雄共訳 岩波文庫（上下） 1967
- 『ルソー全集 第8巻』「エミールとソフィ または孤独に生きる人たち」白水社 1979
- 『ルソー全集 第10巻』「エドワード・ボムストン卿の恋物語・道徳書簡」白水社 1981
- 『世界文学全集 15 ルソー ラクロ』ルソー「孤独な散歩者の夢想」平岡昇共訳 講談社 1983
- 『幸福の味わい 食べることと愛すること』訳 国書刊行会 十八世紀叢書 1997

## 編集・執筆
- 関根秀雄『モンテーニュ随想録』国書刊行会　2014  内
  - 付録１．モンテーニュ関係　書誌
  - 付録２．『モンテーニュ随想録』推奨（西田幾多郎、岡倉由三郎、辰野隆、岸田國士）
  - あとがき